# 普遍
| ウィキペディアには「普遍」という見出しの百科事典記事はありません（タイトルに「普遍」を含むページの一覧/「普遍」で始まるページの一覧）。 代わりにウィクショナリーのページ「普遍」が役に立つかもしれません。 |